# Hymenostylium crassinervium
Hymenostylium crassinervium är en bladmossart som beskrevs av Brotherus och Hugh Neville Dixon 1918. Hymenostylium crassinervium ingår i släktet Hymenostylium och familjen Pottiaceae. Inga underarter finns listade i Catalogue of Life.